# Обер, Жак (энтомолог)
Жак Обе́р (фр. Jacques Aubert; 17 августа 1916 — 4 августа 1995) — швейцарский энтомолог, специализировавшийся преимущественно на веснянках (Plecoptera).

## Биография
Учился у Жака де Бомона, которого в 1967 году сменил на посту куратора энтомологической коллекции Зоологического музея Лозанны. Выпустил том о веснянках Швейцарии в серии «Insecta Helvetica» (1959).